# Chester Rogers
Chester Rogers (Huntsville, 12 gennaio 1994) è un giocatore di football americano statunitense che gioca nel ruolo di wide receiver per i Tennessee Titans della National Football League (NFL). Non selezionato nel Draft NFL 2016, Rogers firmò come undrafted free agent con gli Indianapolis Colts. Al college ha giocato a football per Grambling State.

## Carriera universitaria

### Stagione 2012
Rogers frequentò la Grambling State University. Nel 2012 come freshman giocò in solamente cinque partite, registrando sei ricezioni per 78 yard.

### Stagione 2013
Nel 2013 come sophomore, Rogers giocò in undici partite e guidò la squadra in yard ricevute, registrando 48 ricezioni per 735 yard e cinque touchdown.

### Stagione 2014
Nel 2014 come junior, Rogers giocò in 12 partite e guidò la squadra in yard ricevute per la seconda stagione consecutiva, registrando 53 ricezioni (record in carriera in una singola stagione) per 712 yard e quattro touchdown.

### Stagione 2015
Nel 2015 come senior, Rogers giocò in 12 partite e finì la stagione in seconda posizione in squadra in yard ricevute, registrando 48 ricezioni per un record in carriera di 732 yard e otto touchdown. Inoltre registrò quattro punt return per 70 yard e un touchdown. Rogers terminò la sua carriera universitaria con 155 ricezioni per 2.257 yard e 17 touchdown.

## Carriera professionistica

### Indianapolis Colts

#### Stagione 2016
Il 2 maggio 2016, Rogers firmò come undrafted free agent con gli Indianapolis Colts. Terminò la sua stagione da rookie con 19 ricezioni per 273 yard.

#### Stagione 2017
Il 12 novembre 2017, nella partita del decimo turno contro i Pittsburgh Steelers, Rogers ricevette sei passaggi per 104 yard e un touchdown; i Colts vennero sconfitti 17–20.

#### Stagione 2018
Rogers segnò il suo primo touchdown stagionale nella partita del sesto turno contro i New York Jets. Nella partita del sedicesimo turno contro i New York Giants, segnò un touchdown a fine partita che fu decisivo per la vittoria per 28–27. Terminò la stagione 2018 con sedici presenze (di cui dieci da titolare), 53 ricezioni per 485 yard e due touchdown.

## Statistiche
| Legenda   | Legenda          |
| --------- | ---------------- |
| Grassetto | Record personale |

### Stagione regolare
| Stagione | Squadra  | Partite | Partite | Ricezioni | Ricezioni | Ricezioni | Ricezioni | Ricezioni | Corse | Corse | Corse | Corse | Corse | Fumble | Fumble |
| Stagione | Squadra  | P       | PT      | Ric       | Yard      | Media     | Max       | TD        | Ten   | Yard  | Media | Max   | TD    | Fum    | Persi  |
| -------- | -------- | ------- | ------- | --------- | --------- | --------- | --------- | --------- | ----- | ----- | ----- | ----- | ----- | ------ | ------ |
| 2016     | IND      | 14      | 2       | 19        | 273       | 14,4      | 36        | 0         | 0     | 0     | 0     | 0     | 0     | 2      | 0      |
| 2017     | IND      | 11      | 4       | 23        | 284       | 12,3      | 61        | 1         | 3     | 8     | 2,7   | 7     | 0     | 0      | 0      |
| 2018     | IND      | 16      | 10      | 53        | 485       | 9,2       | 34        | 2         | 1     | -4    | -4    | 7     | 0     | 1      | 0      |
| Carriera | Carriera | 41      | 16      | 95        | 1.042     | 11,0      | 61        | 3         | 4     | 4     | 1,0   | 7     | 0     | 3      | 0      |